# Arophyton pedatum
Arophyton pedatum är en kallaväxtart som beskrevs av Samuel Buchet. Arophyton pedatum ingår i släktet Arophyton och familjen kallaväxter. Inga underarter finns listade.